# Fagus engleriana
Fagus engleriana — вид квіткових рослин з родини букових (Fagaceae). Ареал охоплює такі країни: Північно-Центральний, Південно-Центральний і Південно-Східний Китай.

## Біоморфологічна характеристика
Це дерево до 25 м заввишки. Ніжка листка 0.5–1.5 см, гола; листова пластинка яйцеподібна, еліптично-яйцеподібна або рідко довгасто-яйцеподібна, 5–9(11) см, знизу сизувата та гола, за винятком довгих шовковистих волосків вздовж жилок, основа широко клиноподібна, іноді округла або майже серцеподібна, край виїмчастий, верхівка коротко загострена; вторинні жилки 9–14 з кожного боку від середньої жилки. Квітконіжка 2–7 см. Горішки злегка виступають, верхівка з 3 маленькими крильцями. Період цвітіння: квітень і травень; період плодіння: серпень — жовтень.

## Середовище
Населяє широколистяні та мішані ліси на гірських схилах 1500–2500 метрів.

## Галерея

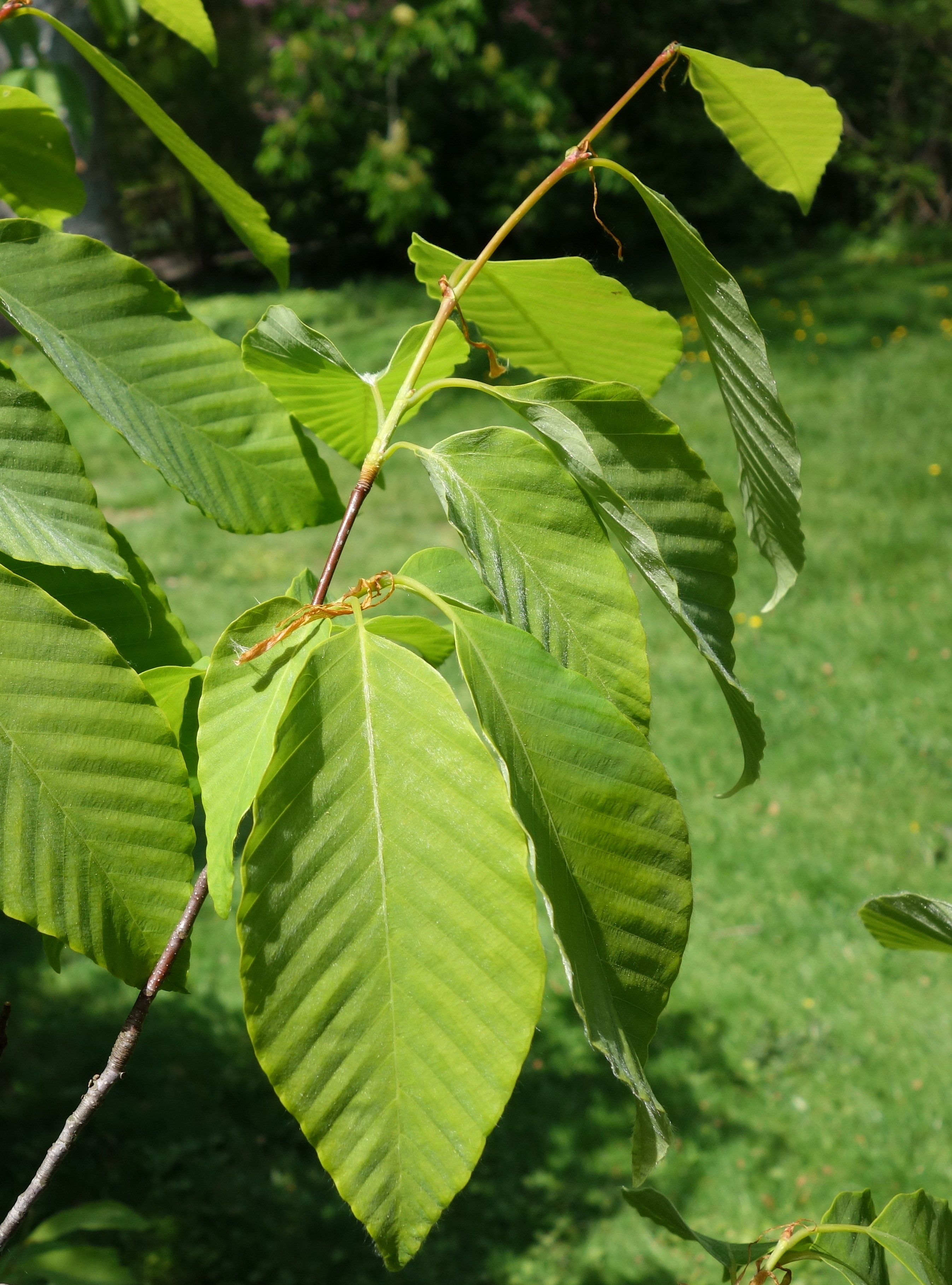
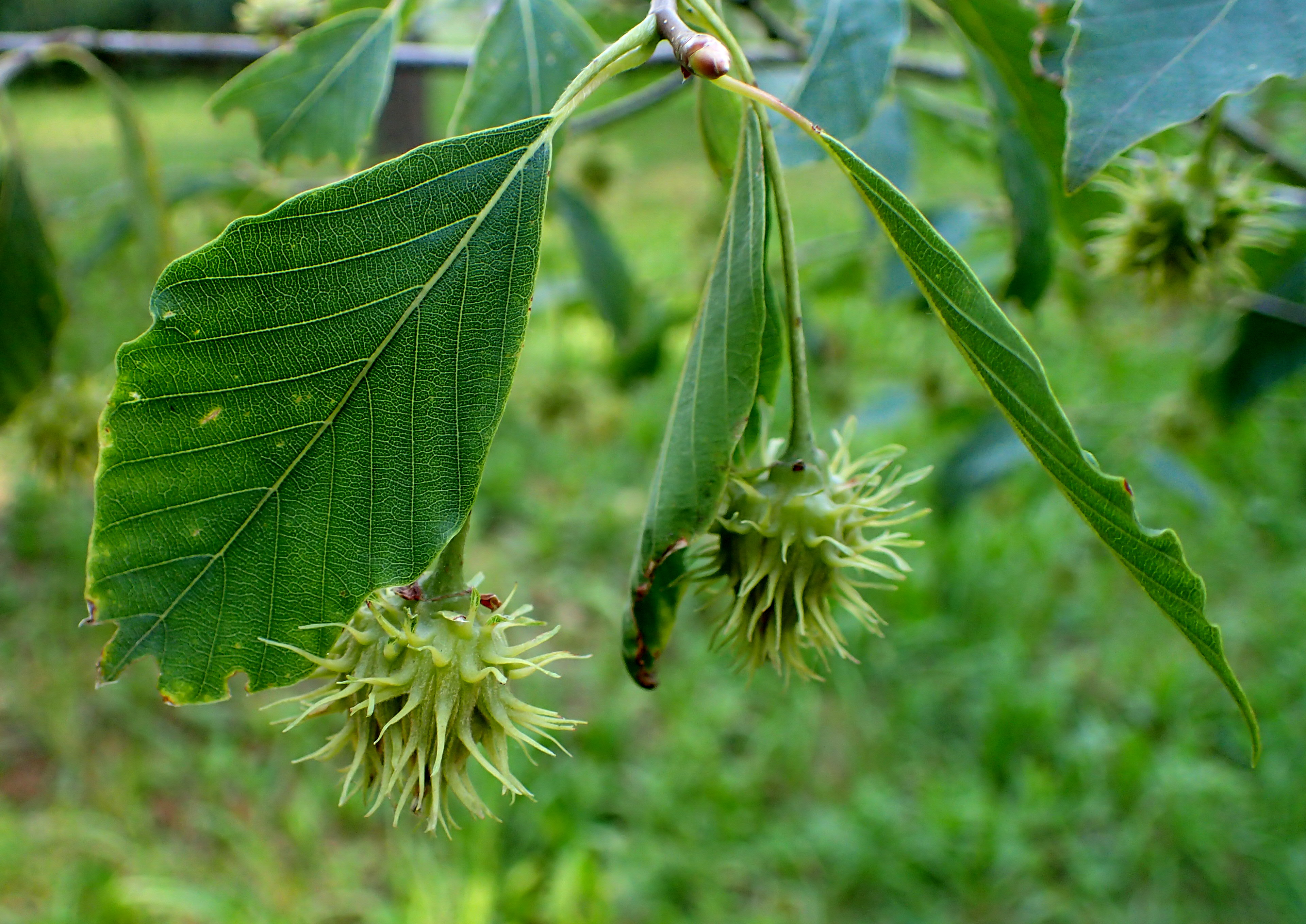